# Claës C:son Breitholtz
Claës Jarl Edgar Claësson Breitholtz, född 7 juni 1911 i Hedvig Eleonora församling i Stockholm, död 29 oktober 2007 i Oscars församling i samma stad, var en svensk jurist som var anställd i Sveriges fastighetsägarförbund från 1950 till 1976.

## Biografi
Efter juris kandidatexamen vid Stockholms högskola 1938 anställdes Breitholtz vid Nyköpings domsaga. År 1950 anställdes han som direktörsassistent i Sveriges Fastighetsägareförbund, sedermera Fastighetsägarna, och var verkställande direktör där från utnämningen i december 1955 till sin pensionering 1976. 
Breitholtz företrädde Fastighetsägarna i förhandlingarna med hyresgäströrelsen under den tid då bruksvärdessystemet debatterades i dagspress och annan media och som infördes 1968.  Han var ledamot av statens hyresråd 1955–1975, näringslivets byggnadsdelegation 1956–1976, 1962 års bostadsförmedlingskommission, 1963 års hyreslagstiftningssakkunniga, 1968 års saneringsutredning och Bostadsdomstolen 1975–1978. Efter sin pensionering var han engagerad som storsekreterare i Odd Fellow Orden i Sverige.
Claës C:son Breitholtz var son till byrådirektör Claës Breitholtz och Ida, född Edling. Han var bror till Metta von Rosen och gifte sig 1940 med konstnären Görel Cederschiöld (1913–2007), som var dotter till häradshövding Pehr Cederschiöld och Margareta, född Adelborg. Han ägde Tuna säteri[källa behövs] i Sörmland. Makarna Breitholtz är gravsatta på Sigtuna kyrkogård.